# Districtul Gmunden
Districtul Gmunden este amülasat în regiunea de sud a landului Oberösterreich, Austria.

## Localități
orașe
1. Bad Ischl (14.115)
2. Gmunden (13.202)
3. Laakirchen (9.276)

târguri
1. Altmünster (9.537)
2. Bad Goisern (7.604)
3. Ebensee (8.278)
4. Hallstatt (914)
5. Sankt Wolfgang im Salzkammergut (2.778)
6. Scharnstein (4.576)
7. Vorchdorf (7.261)

comune
1. Gosau (1.904)
2. Grünau im Almtal (2.082)
3. Gschwandt (2.498)
4. Kirchham (1.912)
5. Obertraun (746)
6. Ohlsdorf (4.608)
7. Pinsdorf (3.523)
8. Roitham (2.002)
9. Sankt Konrad (1.063)
10. Traunkirchen (1.761)